# Пресек (теорија скупова)
У математици, пресек (ијек. пресјек; означен са ∩) два скупа  и  је скуп који садржи све елементе скупа A који такође припадају скупу B (или, еквивалентно, сви елементи скупа B који такође припадају скупу A), и ниједан други елемент.

## Формална дефиниција
Формална дефиниција пресека два скупа  и  је скуп:
{\displaystyle A\cap B=\{x:x\in A\,\land \,x\in B\}}
тј. x ∈A∩B ако и само ако
1. x ∈  и
2. x ∈ .

На пример:
- Пресек скупа {1, 2, 3} са скупом {2, 3, 4} је скуп {2, 3}.
- Број 9 није пресек скупа простих бројева {2, 3, 5, 7, 11, ...} и скупа непарних бројева {1, 3, 5, 7, 9, 11, ...}.[2]

Уопште, може се рачунати пресек неколико скупова одједном. На пример, пресек скупова A, B, C, и D, је A ∩ B ∩ C ∩ D = A ∩ (B ∩ (C ∩ D)). Пресек скупова је асоцијативна операција па важи идентитет A ∩ (B ∩ C) = (A ∩ B) ∩ C.
Унутар универзума U може се дефинисати комплемент  скупа A као скуп свих елемената U који нису у A. Сада се пресек скупова A и B може записати као комплемент уније њихових комплемената, што следи из Де Морганових закона:
.